# Conradina canescens
Conradina canescens es una especie de planta fanerógama perteneciente a la familia de las lamiáceas.

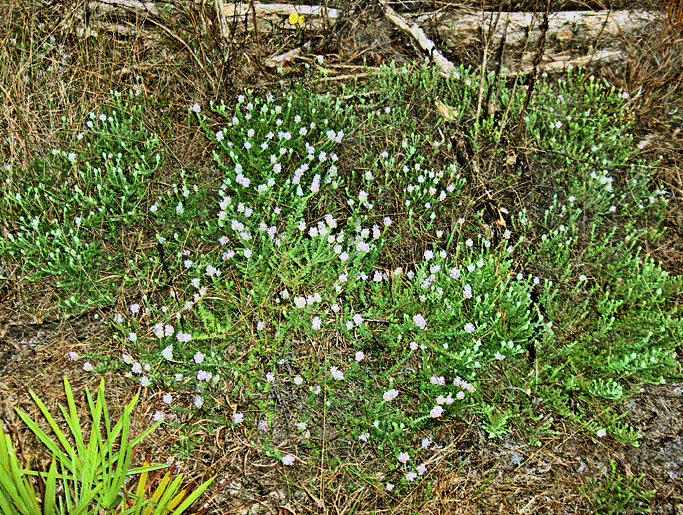
Vista de la planta

## Distribución
Esta especie se encuentra a lo largo de la costa del golfo en Misisipi, Alabama y Florida, así como en las colinas de arena del centro de Florida. Se trata de la especie más común y generalizada en el género.

## Taxonomía
Conradina canescens fue descrita por Asa Gray y publicado en Proceedings of the American Academy of Arts and Sciences 8: 295. 1870.
Sinonimia
- Calamintha canescens Torr. & A.Gray ex Benth.
- Conradina brevifolia Shinners
- Conradina puberula Small[3]